# Лонг, Уолтер, 2-й виконт Лонг
Уолтер Фрэнсис Дэвид Лонг, 2-й виконт Лонг (англ. Walter Francis David Long, 2nd Viscount Long; 14 сентября 1911 — 23 сентября 1944) — британский пэр и военный.

## Ранний период жизни
Родился 14 сентября 1911 года. Единственный сын бригадного генерала Уолтера Лонга (1879—1917) и Сибеллы Ванден Бемпде-Джонстон (1881—1958), внучки барона Дервента.
Уолтер Лонг получил образование в школе Св. Дэвида в Рейгейте, а затем в Итонском колледже по настоянию своей матери, которая в 1921 году снова вышла замуж за лорда Глина. Традиционно Лонги получали образование в школе Харроу. После смерти отца в 1917 году возникли напряженные отношения между его дедом, Уолтером Лонгом, 1-м виконтом Лонгом, и его матерью, которая отказалась разрешить своему сыну проводить с ним какие-либо школьные каникулы в поместье Руд Эштон. Лорд Лонг боялся, что она не привила своему внуку никакой привязанности к Руд-Эштону, и поэтому он считал, что в конечном итоге может продать поместье, которое принадлежало семье сотни лет.

## Военная карьера
Отец Лонга погиб в бою в 1917 году во время Первой мировой войны, и после смерти деда в 1924 году Уолтер Лонг в возрасте всего 13 лет унаследовал его титул. Во время Второй мировой войны лорд Лонг воевал в звании майора в Колдстримском гвардейском полку, а сам он погиб в бою в Удене, Нидерланды, в 1944 году. Не имея сыновей, ему наследовал его дядя Ричард. Уолтер Лонг похоронен на военном кладбище в Удене.

## Личная жизнь
14 ноября 1933 года Уолтер Лонг женился на (Фрэнсис) Лоре Чартерис (10 августа 1915 — 19 февраля 1990), сестре романиста Хьюго Чартериса и внучке Хьюго Чартериса, 11-го графа Уимса). В 1933 году, сразу после женитьбы, Лонг и его новая жена отправились в Новую Зеландию, чтобы занять должность адъютанта лорда Бледислоу. У них была одна дочь:
- Достопочтенная Антуанетта Фрэнсис Сибелл Лонг (род. 9 августа 1934), в 1954 году она вышла замуж за Чарльза Моррисона (1932—2005), второго сына 1-го барона Маргадейла.

Виконт Лонг и его жена развелись в 1942 году. Бывшая леди Лонг впоследствии вышла замуж еще три раза: в 1943 году за 3-го графа Дадли, в 1960 году за Майкла Темпла Кэнфилда и, наконец, в 1972 году за 10-го герцога Мальборо.